# Stanisław Taczak

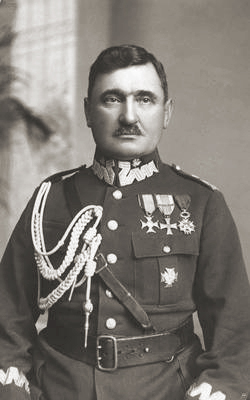
Stanisław Taczak

Stanisław Taczak (geboren am 8. April 1874 in Mieszków; gestorben am 2. März 1960 in Malbork) war ein Hauptmann der Infanterie der Armee des Deutschen Kaiserreichs, der erste Oberbefehlshaber des Großpolnischen Aufstandes und Oberstleutnant der Armee von Großpolen sowie General der Polnischen Armee, stellvertretender Senator, gewählt im Jahr 1935 in der Woiwodschaft Posen, Präsident des Hauptvorstands des Verbandes der Veteranen der Nationalen Aufstände der Republik Polen 14/19 im Jahr 1932.

## Kindheit und Jugend
Stanisław Taczak war der Sohn von Andrzej, einem Restaurantbesitzer, und Balbina geborene Warasiecka, deren Grab sich auf dem Friedhof der Pfarrgemeinde in Wolica Pusta in der Nähe von Jarocin befindet. Im Jahr 1893 absolvierte er sein Abitur am Königlichen Gymnasium in Ostrów Wielkopolski, wo er Mitglied der Tomasz-Zan-Gesellschaft war, und begann anschließend ein Studium an der Bergakademie Freiberg, das er 1897 mit dem Titel eines Diplom-Ingenieurs abschloss. Titel der Diplomarbeit war "Die Chemie der Kohle". Er wurde Ehrenmitglied der Studentenverbindung Lechia. Danach arbeitete er in seinem Beruf in den Bergwerken Westfalens und war stets in polnischen patriotischen Organisationen aktiv. Im Jahr 1898 wurde er zum Wehrdienst in der deutschen Armee eingezogen und 1899 in die Reserve versetzt. Im Jahr 1904 wurde er zum Leutnant der Reserve befördert, 1913 zum Oberleutnant und 1915 zum Hauptmann.

## Erster Weltkrieg
Mit dem Ausbruch des Ersten Weltkriegs wurde er zum aktiven Dienst einberufen. Am 11. Dezember 1916 wurde er auf eigenen Wunsch als Ausbilder dem II. Bataillon des 6. Infanterieregiments der Polnischen Legionen zugeteilt, das in Nałęczów und später in Dęblin stationiert war.
Er schätzte die Bemühungen von Marschall Józef Piłsudski um die Schaffung einer Polnischen Armee, daher begann er ab April 1917 aktiv an der Bildung der Polnischen Wehrmacht (Polnische Wehrmacht) mitzuwirken. Er wurde zur Inspektion der Ausbildung der Polnischen Wehrmacht abkommandiert und wurde im Dezember desselben Jahres Vorsitzender der Regelungskommission, die deutsche Militärvorschriften für die Polnische Wehrmacht übersetzte und anpasste.

## Zwischenkriegszeit
Im November 1918 meldete er sich freiwillig beim Ministerium für Militärangelegenheiten als erster Pole – ein Offizier der deutschen Armee. Am 15. November 1918 wurde er in die Polnische Armee aufgenommen und der Wissenschaftlichen Abteilung VII des Generalstabs der Polnischen Armee zugeteilt. Am 17. November war er Mitorganisator einer Demonstration polnischer ehemaliger Soldaten der deutschen Armee. Während dieser Demonstration führte er den Marsch durch Warschau an, an der Spitze mit einem Banner mit der Aufschrift „Vereinigen wir uns“. Am 27. Dezember 1918 kam er nach Poznań, wo er sich mit Wojciech Korfanty traf, der ihm im Namen des Kommissariats der Nationalen Liga das Amt des vorläufigen Oberkommandierenden des Aufstands anbot, mit gleichzeitiger Beförderung zum Major. Vermittler dieses Treffens war Priester Teodor Taczak – Stanisławs Bruder. Major Stanisław Taczak übernahm die Führung des Aufstands, seine größte Aufgabe war es, spontan entstehende Einheiten zu einer Armee zu vereinen. Er gründete den Generalstab der Großpolnischen Armee und formierte neun Großpolnische Militärbezirke. Aus persönlichen Gründen (zu niedriger Rang) und politischen Gründen (erlaubte die Organisation von Soldatenräten) übergab er am 16. Januar 1919 das Kommando an General Józef Dowbor-Muśnicki und übernahm das Amt des zweiten Quartiermeisters des Generalbezirks und später des stellvertretenden Stabschefs. Am 2. Juli 1919 übernahm er das Kommando über das 11. Großpolnische Schützenregiment (nach der Eingliederung der Großpolnischen Armee in die Strukturen der Polnischen Armee, umbenannt in das 69. Infanterieregiment), das an der Front in der Nähe von Rawicz stationiert war.
Am 14. Januar 1920 wurde er im Rang eines Oberstleutnants zum Inspektionsstabsoffizier der Infanterie beim Kommando des Generalbezirks Posen ernannt. Im Februar 1920 wurde er ins Ministerium für Militärangelegenheiten berufen, wo er den Vorsitz der Kommission zur Überprüfung von Offizieren der Polnischen Armee, die zuvor in der deutschen Armee gedient hatten, übernahm. Anschließend kehrte er zum Kommando des 69. Infanterieregiments zurück. Am 23. Mai 1920, nun als Oberst, übernahm er das Kommando über die 34. Infanteriebrigade. Während der Schlacht um Warschau, vom 23. bis 26. August 1920, fungierte er als Kommandeur der 17. Großpolnischen Infanteriedivision. Am 22. Januar 1921 wurde ihm das Kommando über diese Division übertragen. Am 31. März 1924 wurde er zum Brigadegeneral befördert. Im Jahr 1925 zog er nach Gniezno und übernahm das Kommando über die 17. Infanteriedivision. Am 9. Oktober 1928 wurde er von seinem Posten als Divisionskommandeur entbunden und zum Kommandeur des Korpsbezirks Nr. II in Lublin ernannt. 
Am 24. Dezember 1929 wurde er von seinem Posten als Korpsbezirkskommandeur entlassen und am 28. Februar 1930 in den Ruhestand versetzt. Nach seinem Ausscheiden aus dem Militärdienst kehrte er nach Posen zurück, wo er Präsident des Verbandes der Veteranen der Nationalaufstände und Vorsitzender des Bezirksverwaltungsrates der Feuerwehren sowie der Gesellschaft zur Erforschung der Geschichte des Großpolnischen Aufstands wurde.

## Zweiter Weltkrieg
Nach dem Ausbruch des Zweiten Weltkriegs reiste er um den 5. September 1939 nach Gniezno, in der Absicht, sich beim Kommando der Armee „Poznań“ zu melden. Um den 9. September in Łowicz geriet er in Gefangenschaft. Er wurde in verschiedenen Kriegsgefangenenlagern festgehalten: Prenzlau, Colditz, Johanisbrunn und VII A Murnau, wo er am 29. April 1945 befreit wurde. Anschließend wurde er in die Reihen der Polnischen Streitkräfte im Westen aufgenommen und zur Kur nach Nizza geschickt.

## Tod und Gedenken
Nach Abschluss seiner Kur in Nizza kehrte er 1946 nach Polen zurück. Er starb am 2. März 1960 in Malbork, wo er begraben wurde. Später wurden seine sterblichen Überreste exhumiert und auf den Friedhof der Verdienten Großpolen am Hügel des Heiligen Adalbert bei der St. Joseph-Kirche und dem Kloster der Unbeschuhten Karmeliten in Posen überführt. Dies geschah auf Intervention von Czesław Knoll, einem Teilnehmer der Schlacht an der Bzura, der einen Brief von Taczak fand, in dem der General den Wunsch äußerte, in Posen begraben zu werden. Er überzeugte den anfangs skeptischen Bürgermeister von Posen – Andrzej Wituski. Am 30. November 1988 landete um 14:53 Uhr ein Hubschrauber mit den Überresten des Generals auf dem damals revitalisierten Friedhof. Die Beerdigung fand mit militärischen Ehren statt.
Am 16. Januar 2009 wurde in Mieszków, in der Nähe des Elternhauses des ersten Kommandanten des Großpolnischen Aufstands, ein 2,5 Meter hohes Denkmal für General Stanisław Taczak enthüllt. Initiator des Denkmals war der Bürgermeister von Jarocin, Adam Michał Pawlicki, und der Autor des bronzenen Monuments war der Posener Bildhauer Rafał Nowak. Der Enthüllungszeremonie des Denkmals ging die Benennung der örtlichen Grundschule nach General Stanisław Taczak sowie die Weihe der Fahne und die Enthüllung einer Gedenktafel voraus.
Der Name von General Stanisław Taczak wird unter anderem von der Grundschule Nr. 62 in Posen und der Grundschule in Wąsowo getragen. Er ist auch der Namensgeber von Straßen unter anderem in: Bydgoszcz, Gorzów Wielkopolski, Mogilno, Ostrów Wielkopolski, Krotoszyn, Posen, Zbąszyń und Stettin.
Am 25. Januar 2009, zum 90. Jahrestag des Ausbruchs des Aufstands, wurde eine Gedenktafel für die Korporierten – die Teilnehmer des Großpolnischen Aufstands enthüllt, auf der zehn herausragende Persönlichkeiten der polnischen Korporationsbewegung namentlich erwähnt wurden. Auf der Tafel stehen die Namen der beiden Kommandeure des Aufstands, General Józef Dowbor-Muśnicki und General Stanisław Taczak, sowie General Władysław Anders, Rechtsanwalt Dr. Stanisław Celichowski, Richter des Obersten Gerichts Kazimierz Daszyński, Professor Wiktor Degi, Reserveleutnant Feliks Dropiński, Priester General Józef Prądzyński, Oberst Dr. Bernard Śliwiński und General Professor Ireneusz Wierzejewski.
Das Verband der Schützenbruderschaften der Republik Polen organisiert seit sechs Jahren den General Stanisław Taczak-Memorial. Am 5. Oktober 2008 fand die sechste Ausgabe dieser Veranstaltung statt, organisiert von der KBS Mieszków.
Der Woiwodschaftsverband des Verbands der Freiwilligen Feuerwehren der Republik Polen in der Woiwodschaft Großpolen in Posen übernahm im Jahr 2005 den Namen von General Stanisław Taczak – dem ersten Kommandanten des Großpolnischen Aufstands, dem Vizepräsidenten des Hauptvorstands des Verbands der Feuerwehren sowie dem Präsidenten des Woiwodschaftsverbands der Freiwilligen Feuerwehren in Posen in den Jahren 1930–1939. Am 25. Juni 2010 wurde der Name von General Taczak dem 16. Flugzeugreparaturbataillon in Jarocin verliehen.
Am 1. Dezember 2018 verlieh der polnische Präsident Andrzej Duda Stanislaw Taczak posthum den Orden den Weißen Adlers. Im Januar 2019 wurde der Name von Brigadegeneral Stanisław Taczak der 12. Großpolnischen Territorialverteidigungsbrigade verliehen.

## Familie
Im Jahr 1903 heiratete Stanisław Taczak Eva von Wichmann aus Kolberg, mit der er zwei Kinder hatte. Am 26. Februar 1905 wurde sein Sohn Stanisław Kazimierz geboren (späterer Rittmeister der Kavallerie der Polnischen Armee und Autor des ersten Nachkriegsführers durch Karpacz und Umgebung sowie einer der ersten nach dem Krieg ernannten Führer des Touristenvereins der Polnischen Gebirgsvereinigung). Ein Jahr später, am 5. April 1906, kam seine Tochter Alexandra zur Welt.
Sein jüngerer Bruder war der Sozialaktivist – Priester Prälat und Professor für Theologie Theodor Taczak. Sein anderer Bruder Leo Taczak war katholischer Priester. Er starb in der Tötungsanstaltung Schloss Hartheim. Stanisław Taczak ist der Urgroßvater von Alex Theodor Gogolkiewicz.

## Militärische Laufbahn
- Leutnant – 1904
- Oberleutnant – 1913
- Hauptmann – 1915
- Major – 1918
- Oberstleutnant – 1920
- Oberst – 1920
- General – 31. März 1924 mit dem Dienstalter vom 1. Juli 1923 und dem 16. Rang im Generalskorps

## Auszeichnungen
- Orden des Weißen Adlers (posthum, 18. Dezember 2018)[16][17]
- Silberkreuz des Militärordens Virtuti Militari (20. Mai 1921)[18]
- Großkreuz des Ordens Polonia Restituta (posthum, 18. Dezember 1998)[19]
- Kommandeurskreuz des Ordens Polonia Restituta (10. November 1928)[20]
- Unabhängigkeitskreuz (20. Juli 1932)[21]
- Tapferkeitskreuz (zweimal, das erste Mal 1921)[22]
- Ritter der Ehrenlegion (Frankreich, 1921)[23]
- Goldenes Verdienstkreuz (22. Dezember 1933)[24]
- Gedenkmedaille für den Krieg 1918–1921[25]
- Medaille zum Zehnjahresjubiläum der Wiedererlangung der Unabhängigkeit[26]
- Orden den Weißen Adlers[13]